# Stazione di Fratta
La stazione di Fratta Polesine è una stazione ferroviaria a servizio del comune di Fratta Polesine sulla linea Verona-Rovigo.
La gestione degli impianti è affidata a Rete Ferroviaria Italiana (RFI).

## Struttura ed impianti

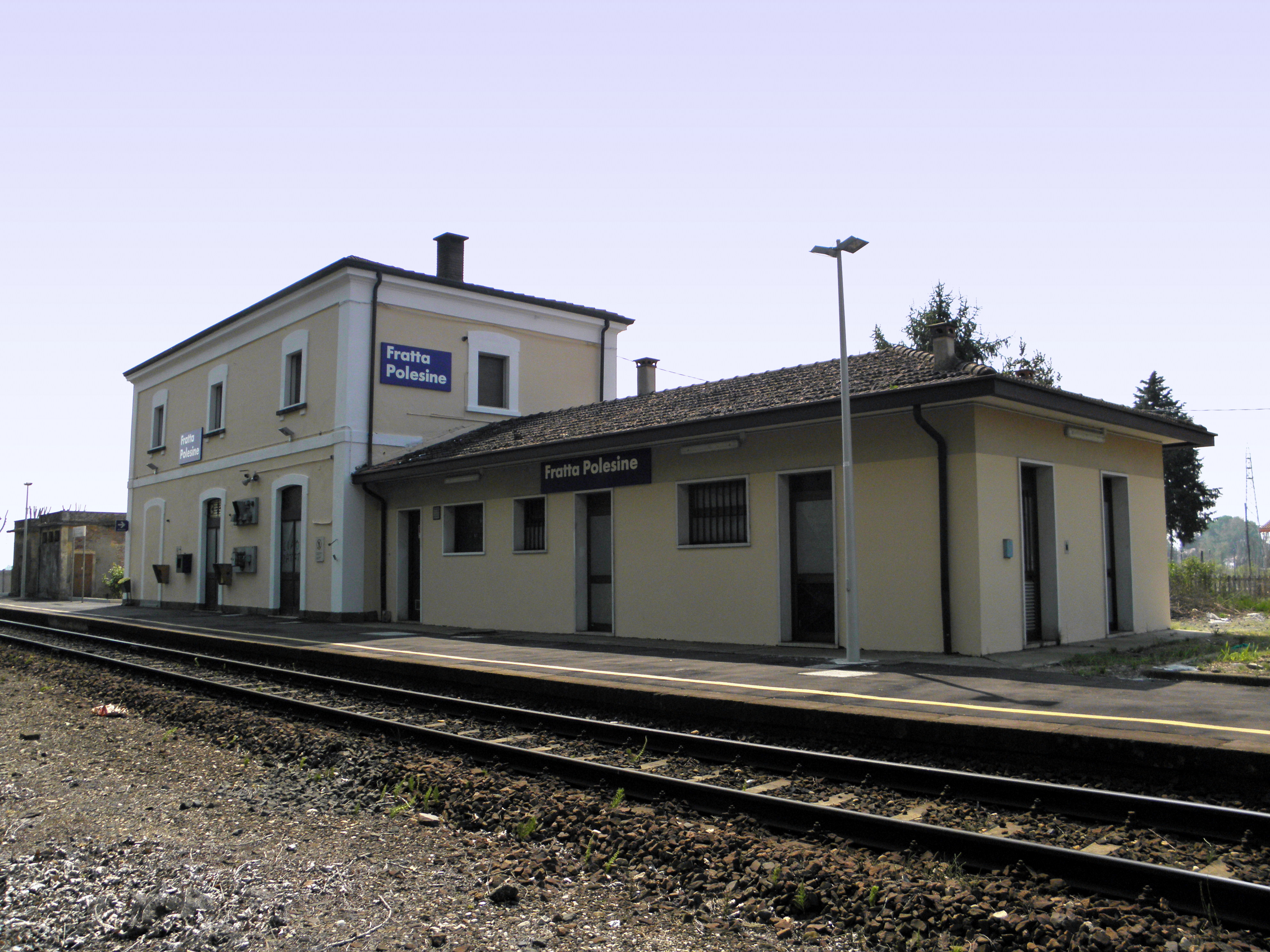
Fabbricato viaggiatori, lato ferrovia

La stazione dispone di un fabbricato viaggiatori che si compone di due piani che serviva per i viaggiatori, attualmente all'interno dell'edificio si trova la sede del gruppo comunale di Protezione Civile. Nei primi mesi del 2011 l'edificio è stato oggetto di una ripulitura e riverniciatura generale.
Dal fabbricato principale si dirama una piccola composizione terra-tetto che un tempo ospitava i servizi igienici.
È presente uno scalo merci non più utilizzato.
Il piazzale è composto dal solo binario di corsa della linea. Un tempo era presente un secondo binario per gli incroci e le precedenze, tuttavia, a seguito della riduzione del numero di passeggeri e al fine di ridurre le spese, RFI ha provveduto a smantellarlo. L'impianto comunque funge da stazione in quanto dotato degli appositi segnali di protezione e di partenza.

## Movimento
Il servizio passeggeri è coperto da quarantasei treni regionali al giorno. Le loro principali destinazioni sono Rovigo, Verona Porta Nuova e Legnago.
Dal 1 settembre 2024 il servizio passeggeri è gestito da Trenitalia, nell'ambito del contratto di servizio stipulato con la regione Veneto. In precedenza, il servizio era gestito da Sistemi Territoriali.